# Onyx (formație)

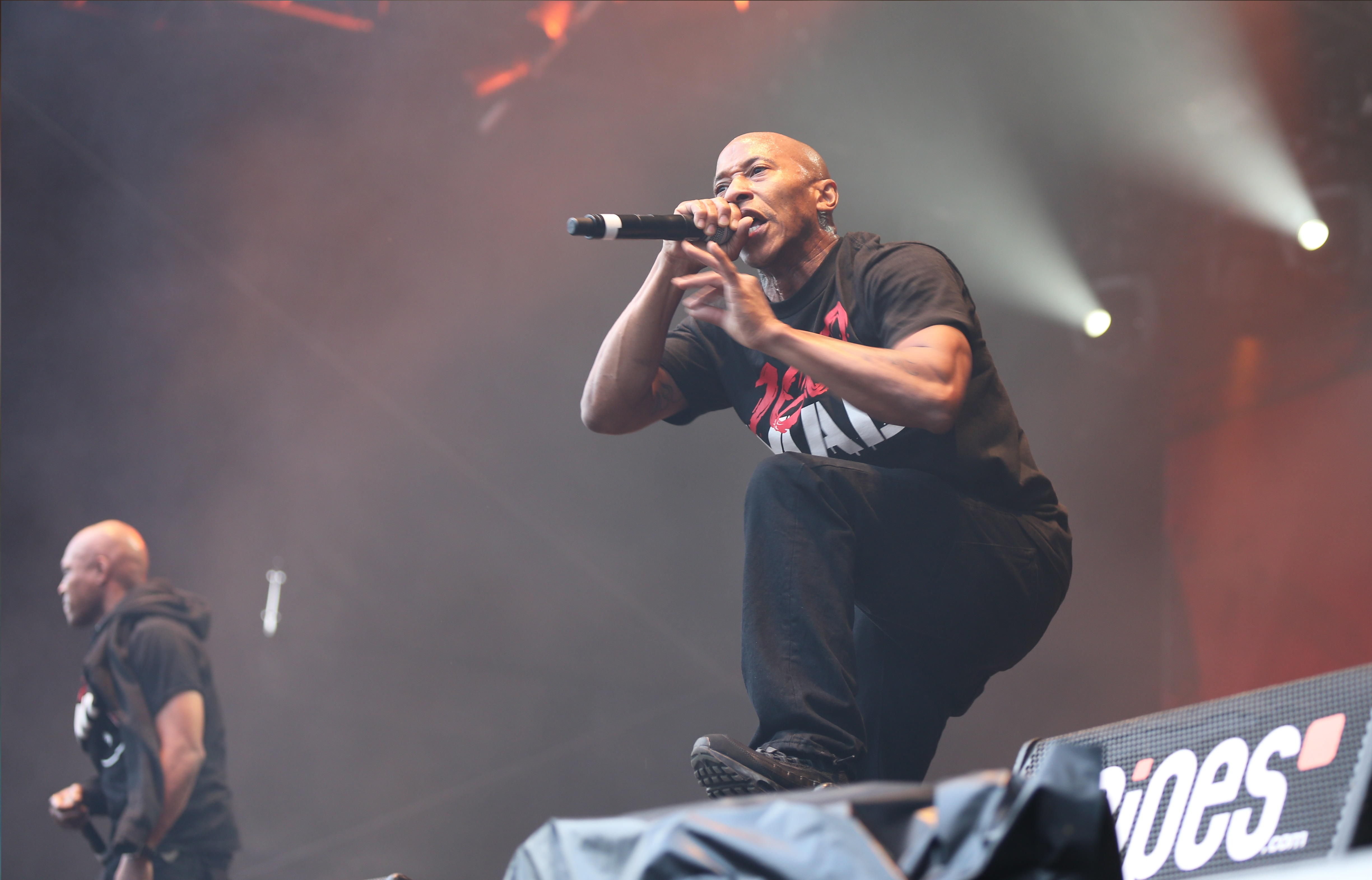
Onyx (2016)

Onyx este o formație de hardcore rap, grup format în Queens, New York. Au pus bazele trupei în 1989 Fredro Starr, Sonee Seeza și mai târziu Big DS, grupul a adăugat și pe Sticky Fingaz, vărul lui Starr, în 1991.

## Istorie
În 1991, Onyx au prezentat un demo lui Jam Master Jay de la Def Jam, dar Big DS și cu Sonee Seeza (mai târziu cunoscut ca Suave) erau în Connecticut la acel moment, deci Fredro Starr l-a chemat pe vărul său Sticky Fingaz (care o ardea în lirice la un "barber shop" unde lucra). Deîndată ce Sticky Fingaz a intrat în trupă au și lansat Throw Ya Gunz EP în 1992. După ce Onyx a semnat cu Def Jam au produs albumul ce a devenit în 1993 Bacdafucup LP. Albumul a avut un mare succes (astazi fiind considerat unul din albumele clasice ale muzicii hip hop). Albumul a inclus single-ul SLAM care a beneficiat și de o variantă în featuring cu trupă de Metal Rap Biohazard, urmată de o altă colaborare cu Judgement Night dep soundtrack-ul cu același nume. Melodia Slam a fost nr.5 în topul single-urilor din tot anul și s-a vândut în 2 milioane de copii. Onyx a continuat să-și mețină imaginea de duri, dar și unele probleme avute cu poliția au dus la păstrarea atitudinii de răi.
În doi ani s-au întamplat multe cu Onyx, Big DS plecând din trupa datorită faptului că stătea cam puțin la microfon. Mulți oameni au crezut că Onyx a căzut în obscuritate dar în 1995 Onyx au lansat al 2 lea album All We Got Iz Us.
Albumul nu a fost așa de comercial, dar cei mai mulți fani cred că este cel mai bun album al lor. Albumul nu a avut cântece prietene cu posturile FM totuși cântecul "Last Dayz" s-a păstrat pe locul #89 în listele Billboard Hot 100, vânzând 500,000 de copii.
Au urmat apariții în câteva filme Clockers, Sunset Park (1996), și Dead Presidents(1995). 
Onyx s-au întors pe piață în 1998 cu al 3 lea album Shut 'Em Down, pe care au fost invitați DMX, The Lost Boyz, Raekwon, Method Man, Big Pun, Noreaga și 50 Cent. Acest album a fost foarte bine cotat și matur din punct de vedere al soundului și cerințelor pieței. Ascultătorii albumului au remarcat cântecele "React" și faimosul "Shut 'em Down", mai târziu apărând și varianta in feat cu DMX. După Shut 'Em Down, Onyx a părăsit compania Def Jam și temporar au făcut albume solo. În 2002 s-au reunit și au făcut albumul Bacdafucup Part II lansat la Koch Records, urmat în 2003 de lansarea Triggernometry la D3 Entertainment. Ambelor albume li s-au adus critici și au fost cotate slab.